# Csapat hosszútávúszás a 2011-es úszó-világbajnokságon
A csapat hosszútávúszás versenyt a 2011-es úszó-világbajnokságon július 21-én rendezték meg. Két férfi és egy nő úszott.

## Eredmény
| Helyezés  | Úszók                                                                        | Nemzetiség | Idő       |
| --------- | ---------------------------------------------------------------------------- | ---------- | --------- |
| Aranyérem | Andrew Gemmell Sean Ryan Ashley Twichell                                     | USA        | 57:00.6   |
| Ezüstérem | Melissa Gorman Rhys Mainstone Ky Hurst                                       | AUS        | 57:01.8   |
| Bronzérem | Jan Wolfgarten Thomas Lurz Isabelle Härle                                    | GER        | 57:44.2   |
| 4         | Nicola Bolzonello Rachele Bruni Luca Ferretti                                | ITA        | 58:00.5   |
| 5         | Szergej Bolsakov Jevgenyij Dratcev Jekatyerina Szeliversztova                | RUS        | 58:32.7   |
| 6         | Marianna Lymperta Antonis Fokaidis Spyros Gianniotis                         | GRE        | 59:22.8   |
| 7         | Ophelie Aspord Damien Cattin Vidal Sebastien Fraysse                         | FRA        | 1:00:27.3 |
| 8         | Fang Yanqiao Xu Wenchao Zhang Zibin                                          | CHN        | 1:01:02.2 |
| 9         | Guillermo Bertola Cecilia Biagioli Gabriel Villagoiz                         | ARG        | 1:01:34.2 |
| 10        | Zsofi Balazs Aimeson King Richard Weingerber                                 | CAN        | 1:02:08.7 |
| 11        | Erwin Maldonado Angel Moreira Yanel Pinto                                    | VEN        | 1:02:32.0 |
| 12        | Zaira Cardenas Hernandez Alejandra Gonzalez Lara Luis Ricardo Escobar Torres | MEX        | 1:03:23.9 |
| 13        | Chan Fiona On Yi Tang Wing Yung Natasha Yuen Marcus Yat Ho                   | HKG        | 1:04:53.4 |
| 14        | Mazen Mohamed Aziz Islam Mohsen Laila El Basiouny                            | EGY        | 1:06:03.4 |
| –         | Natalie du Toit Chad Ho Troy Prinsloo                                        | RSA        | DNS       |